# ThxSoMch

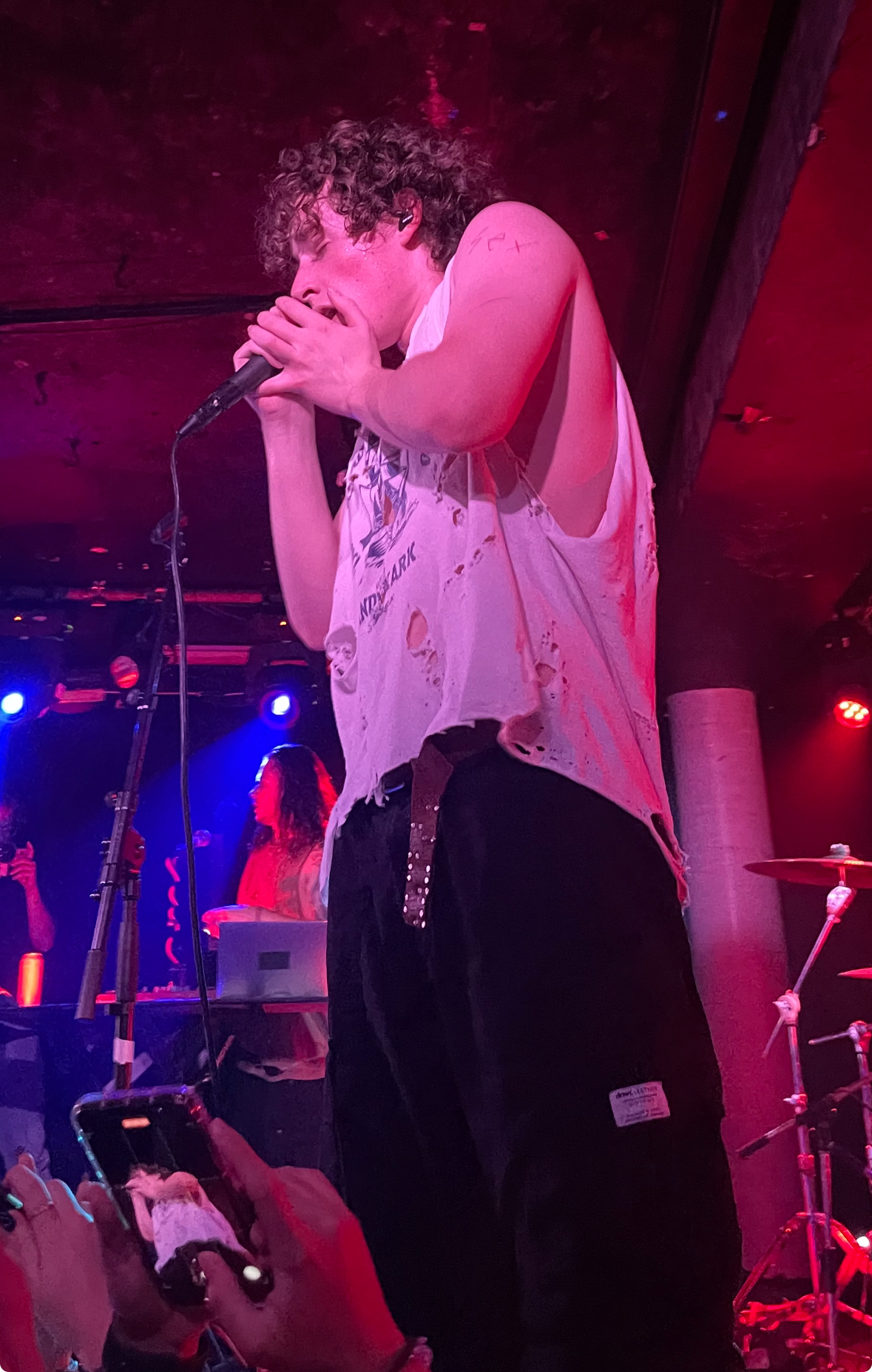
ThxSoMch live (2023)

ThxSoMch (* 2001; eigentlicher Name Carter De Filippis) ist ein kanadischer Sänger und Songwriter. Er startete seine Karriere im September 2022 in Toronto, Kanada, indem er seine erste Single Runaway (Move Quick) veröffentlichte. Seinen Durchbruch hatte er mit seiner erfolgreichsten Single Spit in My Face! im November 2022, die im August 2023 310 Millionen Streams auf Spotify überschritt und es in die internationalen Charts schaffte.

## Hintergrund
ThxSoMch stammt ursprünglich aus Toronto, Kanada.

## Karriere
Am 4. September 2022 veröffentlichte ThxSoMch seine erste Single Runaway (Move Quick). Kurz danach – am 12. September 2022 – kam, kam seine zweite Single Only Need My Baby (SMOAGT), gefolgt von Like I’m British (22. September 2022) und How You Always Look So Good? (29. September 2022).
Am 7. Dezember 2022 veröffentlichte er seine bisher erfolgreichste Singe Spit in My Face!, die ein sofortiger Erfolg war. Sie wurde vom amerikanischen Musikblog Ones to Watch als „dark indie rock anthem“ gelobt. Außerdem erreichte der Song Platz 9 in den Billboard Hot Rock Songs. Zusätzlich debütierte Spit in My Face! auf Platz 100 der offiziellen US-Singlecharts, in den UK Singles Charts erreichte der Song Platz 56. In den UK Independent Singles Breakers Charts hatte die Single ihren Höhepunkt auf Platz 1.
Im Januar 2023 brachte ThxSoMch die Single Caroline heraus, gefolgt von Hate im nächsten Monat und Crumbled im April 2023. Er kündigte seine EP Sleez und das vorgesehene Veröffentlichungsdatum (19. Mai 2023) an.

## Diskografie

### EPs
- 2023: Sleez

### Singles
| Jahr | Titel Album                    | Höchstplatzierung, Gesamtwochen, AuszeichnungChartplatzierungen (Jahr, Titel, Album, Platzierungen, Wochen, Auszeichnungen, Anmerkungen) | Höchstplatzierung, Gesamtwochen, AuszeichnungChartplatzierungen (Jahr, Titel, Album, Platzierungen, Wochen, Auszeichnungen, Anmerkungen) | Höchstplatzierung, Gesamtwochen, AuszeichnungChartplatzierungen (Jahr, Titel, Album, Platzierungen, Wochen, Auszeichnungen, Anmerkungen) | Höchstplatzierung, Gesamtwochen, AuszeichnungChartplatzierungen (Jahr, Titel, Album, Platzierungen, Wochen, Auszeichnungen, Anmerkungen) | Höchstplatzierung, Gesamtwochen, AuszeichnungChartplatzierungen (Jahr, Titel, Album, Platzierungen, Wochen, Auszeichnungen, Anmerkungen) | Anmerkungen    |
| Jahr | Titel Album                    | DE | AT | UK | US | CA | Anmerkungen    |
| ---- | ------------------------------ | --- | --- | --- | --- | --- | -------------- |
| 2022 | Runaway (Move Quick) –         | — | — | — | — | — |                |
| 2022 | Only Need My Baby! (SMOAGT) –  | — | — | — | — | — |                |
| 2022 | Like I’m British –             | — | — | — | — | — | feat. Yxng LJ  |
| 2022 | How You Always Look So Good? – | — | — | — | — | — |                |
| 2022 | Imperfect Girl Keep It Tucked  | — | — | — | — | — | mit thekid.ACE |
| 2022 | Spit in My Face! Sleez         | DE76 (3 Wo.)DE | AT67 Gold · (2 Wo.)AT | UK56 (13 Wo.)UK | US100 Platin · (1 Wo.)US | — |                |
| 2023 | Caroline Sleez                 | — | — | — | — | — |                |
| 2023 | Hate Sleez                     | — | — | — | — | — |                |
| 2023 | Crumbled Sleez                 | — | — | — | — | — | feat. Yxng LJ  |

## Auszeichnungen für Musikverkäufe
| Goldene Schallplatte - Australien - 2023: für die Single Spit in My Face! Platin-Schallplatte - Polen - 2024: für die Single Spit in My Face! | 2× Platin-Schallplatte - Kanada - 2025: für die Single Spit in My Face! |

Anmerkung: Auszeichnungen in Ländern aus den Charttabellen bzw. Chartboxen sind in ebendiesen zu finden.
| Land/RegionAuszeichnungen für Musikverkäufe (Land/Region, Auszeichnungen, Verkäufe, Quellen) | Gold     | Platin     | Verkäufe  | Quellen         |
| -------------------------------------------------------------------------------------------- | -------- | ---------- | --------- | --------------- |
| Australien (ARIA)                                                                            | Gold1    | —          | 35.000    | aria.com.au     |
| Kanada (MC)                                                                                  | —        | 2× Platin2 | 160.000   | musiccanada.com |
| Österreich (IFPI)                                                                            | Gold1    | —          | 15.000    | ifpi.at         |
| Polen (ZPAV)                                                                                 | —        | Platin1    | 50.000    | olis.pl         |
| Vereinigte Staaten (RIAA)                                                                    | —        | Platin1    | 1.000.000 | riaa.com        |
| Insgesamt                                                                                    | 2× Gold2 | 4× Platin4 |           |                 |